# Aponévrose moyenne du périnée
 (octobre 2024).
L'aponévrose moyenne du périnée (ou membrane du périnée ou lame fixatrice des corps érectiles) est la membrane fibreuse du triangle urogénital qui sépare l'espace profond du périnée de l'espace superficiel du périnée.

## Structure
L'aponévrose moyenne du périnée est de forme triangulaire tendue entre les deux branches ischio-pubiennes et le corps du périnée.
Il forme un feuillet inférieur constituant le ligament périnéal transverse.
La structure diffère entre les hommes et les femmes.

### Aponévrose moyenne du périnée du périnée féminine
L'ouverture du vagin divise l'aponévrose moyenne du périnée  en une partie antérieure et une partie postérieure.
La partie antérieure recouvre le muscle sphincter externe de l'urètre féminin. Elle est en continuité avec les arcades tendineuses du fascia pelvien. A l'avant elle est séparée du ligament pubien inférieur par une ouverture ovale pour le passage de la veine dorsale profonde du clitoris.
La partie postérieure s'attache latéralement aux branches ischio-pubiennes et médialement au tiers distal du vagin et au corps du périnée.
La membrane est également traversée par l'artère du bulbe du vestibule en provenance de l'artère périnéale et l'artère profonde et l'artère dorsale du clitoris, les deux branches terminales de l'artère pudendale interne.

### Aponévrose moyenne du périnée masculine
Chez l'homme l'aponévrose moyenne du périnée est perforée à 2 ou 3 cm sous la symphyse pubienne par l'urètre. En arrière et latéralement à l'urètre les canaux des glandes bulbo-urétrales perforent également la membrane.
A l'avant, elle est séparée du ligament pubien inférieur par une ouverture ovale pour le passage des veines dorsales profondes du pénis.
L'aponévrose moyenne du périnée est également traversée les artères profonde et dorsale du pénis, les deux branches terminales de l'artère pudendale interne.

### Remarque
Cette formation aponévrotique est complexe et il en existe plusieurs conceptions anatomiques.
Du point de vue classique, elle considérée comme constituée de deux feuillets : un supérieur et un inférieur correspondant au ligament périnéal transverse.
Mais sa description peut reposer sur l'anatomie comparée ou sur l'embryologie. En fonction de ces perspectives, l'aponévrose peut être considérée comme n'étant constituée que du feuillet inférieur correspondant au ligament périnéal transverse. Le feuillet supérieur étant considéré comme un simple périmysium.
Mais quelle que soit la perspective le ligament périnéal transverse reste l'élément principal. Cela se retrouve dans une terminologie variée pour cet élément :  pour la femme le feuillet ischio-vulvaire de Farabeuf et pour l'homme feuillet ischio-bulbaire de Jarjavay; ou encore  les deux sexes   feuillet superficiel de l’aponévrose périnéale moyenne ou ligament périnéal de Carcassonne ou ligament triangulaire de l’urèthre de Colles.